# Gerbrandus van der Haven
Gerbrandus van der Haven (Leeuwarden, voor 1690 - Groningen, 1765) was een Nederlandse beeldhouwer.

## Leven en werk
Gerbrandus (ook: Gerbrand) van der Haven was beeldhouwer in Leeuwarden, in 1713 wordt hij ook vermeld als meester-metselaar. Hij werkte zowel in hout als in steen. In 1757 vestigde hij zich in Groningen. Hij maakte daar onder andere beeldhouwwerk voor het Sichtermanhuis, dat werd gebouwd door zijn broer Theodorus.

## Enkele werken
- 1715 beelden Vrede en Gerechtigheid boven entree van het Stadhuis van Leeuwarden.
- 1718 barokke preekstoel in de Sint-Gertrudiskerk in Workum. Mogelijk maakte hij ook de vroedschapsbank (1716) voor de kerk.
- 1725 beelden Geloof, Hoop en Liefde voor het hoofdorgel in de Jacobijnerkerk in Leeuwarden
- 1730 Sint Michaël in topgevel van het Stadhuis van Harlingen
- beeldhouwwerk aan het Sichtermanhuis in Groningen

## Fotogalerij

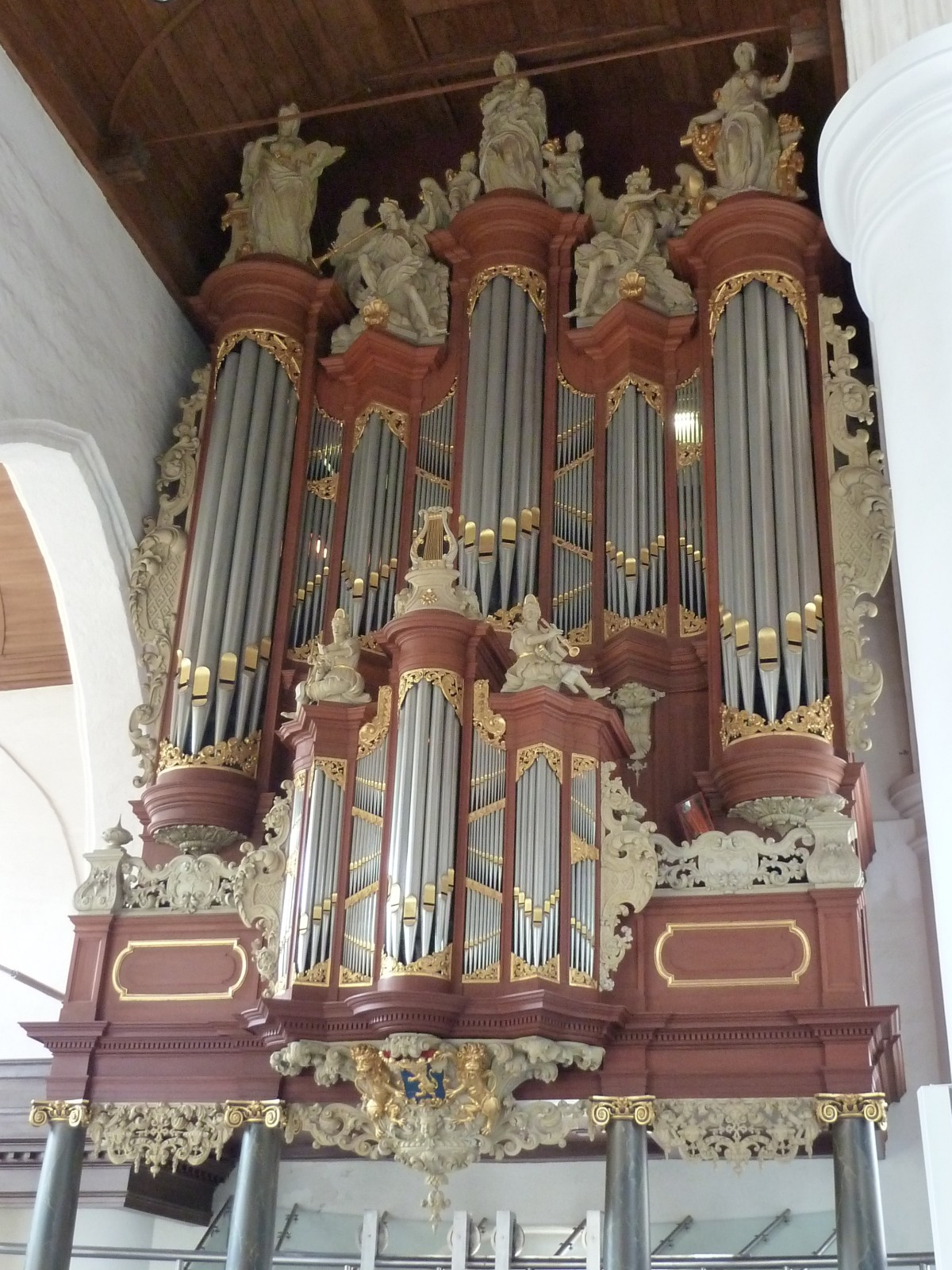
Hoofdorgel van de Grote- of Jacobijnerkerk in Leeuwarden
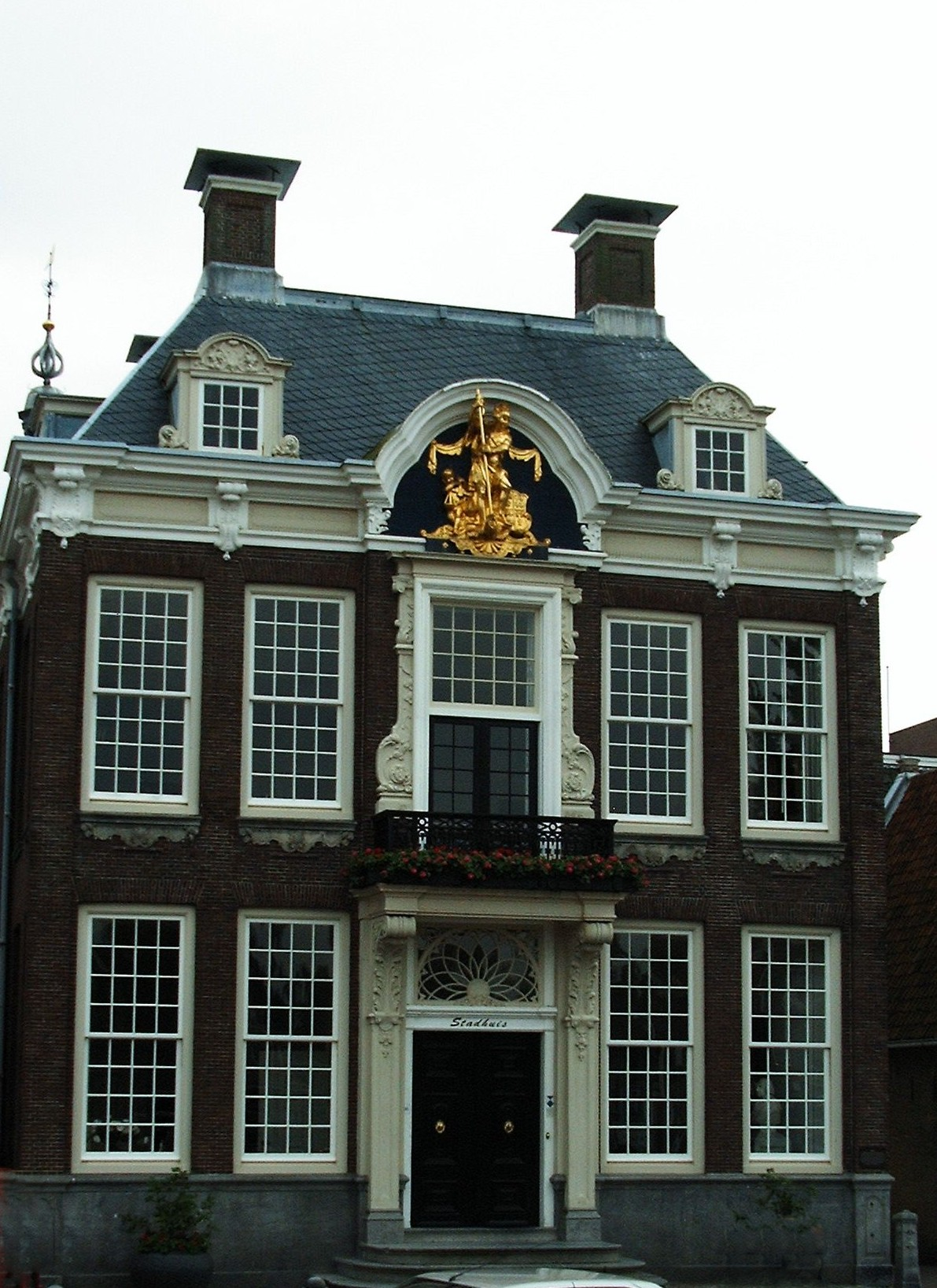
Sint Michaël (verguld) in Harlingen